# Liste der denkmalgeschützten Objekte in Loučim
Grundlage dieser Liste der denkmalgeschützten Objekte in Loučim ist die ÚSKP-Liste (Ústřední seznam kulturních památek České republiky, deutsch Zentrale Liste der Kulturdenkmäler der Tschechischen Republik), die von der tschechischen Denkmalschutzbehörde NPÚ (Národní památkový ústav, deutsch Nationale Denkmalbehörde) seit 1987 geführt wird und an die seit dem Jahr 1850 geschaffenen Listen anschließt.

## Denkmalgeschützte Objekte nach Ortsteilen

### Loučim
| Lage                                      | Objekt              | Beschreibung | ÚSKP-Nr.                  | Bild           |
| ----------------------------------------- | ------------------- | ------------ | ------------------------- | -------------- |
| Loučim 1, bei der Marienkirche (Standort) | Pfarrhaus           |              | 100633 Info Katalog       | BW             |
| Loučim, westlicher Ortsrand (Standort)    | Kirche Mariä Geburt |              | 27637/4-2133 Info Katalog | weitere Bilder |
| Loučim, westlicher Gemeinderand ()        | Nepomuk-Säule       |              | 31844/4-4025 Info Katalog |                |
| nordöstlich von Loučim im Wald (Standort) | Jüdischer Friedhof  |              | 36002/4-2136 Info Katalog | weitere Bilder |
| Loučim 3 (Standort)                       | Bauernhaus          |              | 38868/4-2134 Info Katalog | BW             |